# شيمانه سوسانو ماجيك
شيمانه سوسانو ماجيك هو فريق كرة سلة ياباني تأسس في 2009. يقع في محافظة شيمانه.